# Нортхамптън (Масачузетс)
Нортхамптън (на английски: Northampton) е град в Масачузетс, Съединени американски щати, административен център на окръг Хампшър. Намира се на десния бряг на река Кентъки. Основан е през 1654 г. от заселници от близкия град Спрингфийлд. Населението му е 28 593 души (по приблизителна оценка от 2017 г.).

## Личности
Родени в Нортхамптън
- Тимъти Дуайт (1752 – 1817), поет

Починали в Нортхамптън
- Грейс Кулидж (1879 – 1957), съпруга на Калвин Кулидж
- Калвин Кулидж (1872 – 1933), политик